# 6247 Аманоґава
6247 Аманоґава (1990 WY3, 1992 FR1, 6247 Amanogawa) — астероїд головного поясу, відкритий 21 листопада 1990 року.
Тіссеранів параметр щодо Юпітера — 3,513.